# Cantó de L'Isle-Adam
El cantó de L'Isle-Adam és un cantó francès del departament de Val-d'Oise, situat al districte de Pontoise i al districte de Sarcelles. Des del 2015 té 15 municipis i el cap és L'Isle-Adam.

## Municipis
- Asnières-sur-Oise
- Beaumont-sur-Oise
- Bernes-sur-Oise
- Bruyères-sur-Oise
- Champagne-sur-Oise
- L'Isle-Adam
- Mours
- Nerville-la-Forêt
- Nointel
- Noisy-sur-Oise
- Parmain
- Persan
- Presles
- Ronquerolles
- Villiers-Adam

## Història
| Data d'elecció                           | Identitat         | Partit | Qualitat |
| ---------------------------------------- | ----------------- | ------ | -------- |
| 1945-1958                                | Eugène Alliot     | PCF    |          |
| 1958-1967                                | M. Fritz          | RGR    |          |
| 1967-1976                                | M. Vercammen      | RI     |          |
| 1976-2001                                | Jean-Paul Nomblot | UDF-PR |          |
| 2001-2002                                | Axel Poniatowski  | UDF    |          |
| 2002-                                    | Roland Guichard   | UMP    |          |
| les dades anteriors no són pas conegudes |                   |        |          |
|                                          |                   |        |          |

## Demografia
| A partir de 1990: Població sense dobles comptes |